# Eukratidion

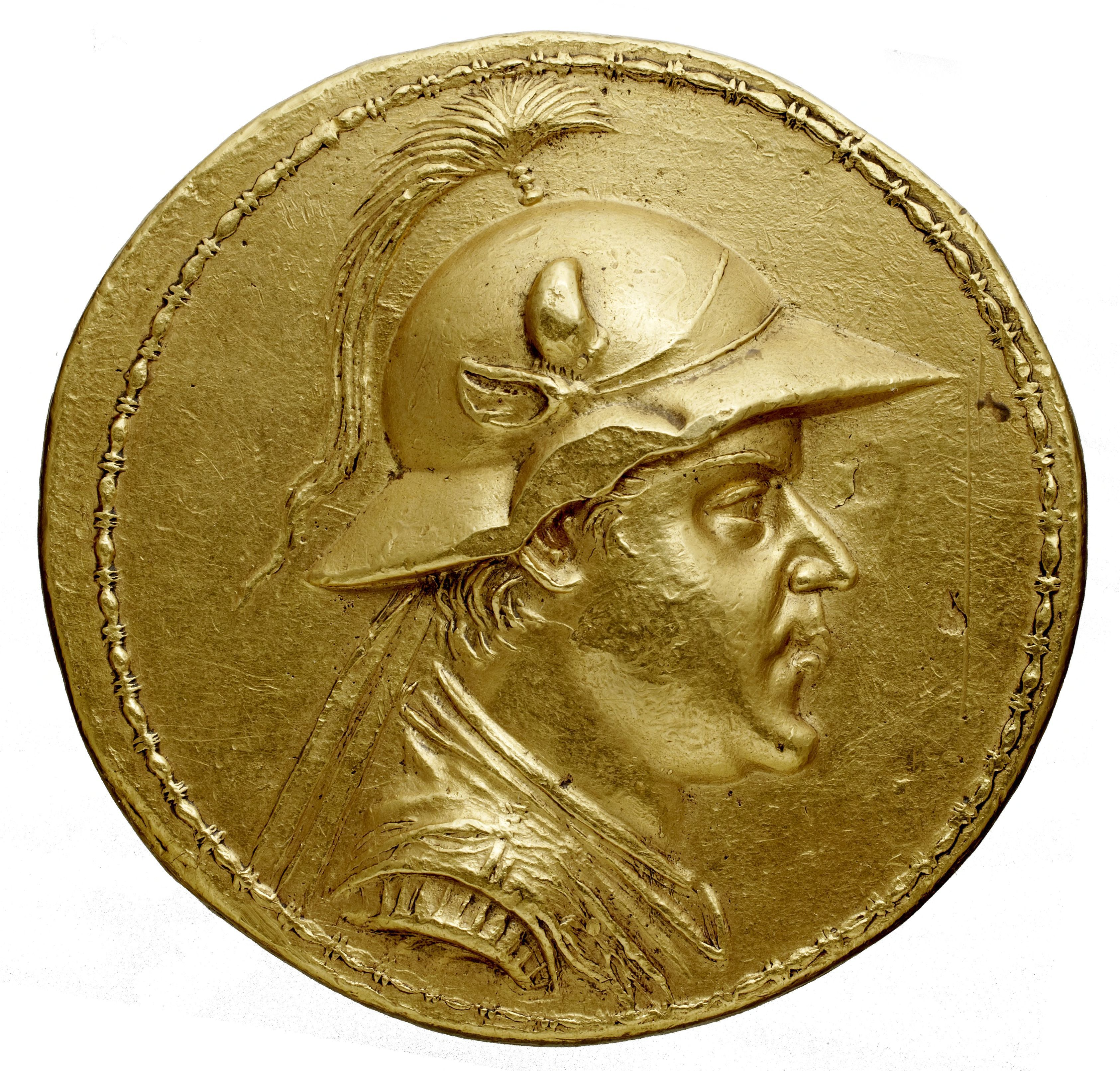
Vorderseite

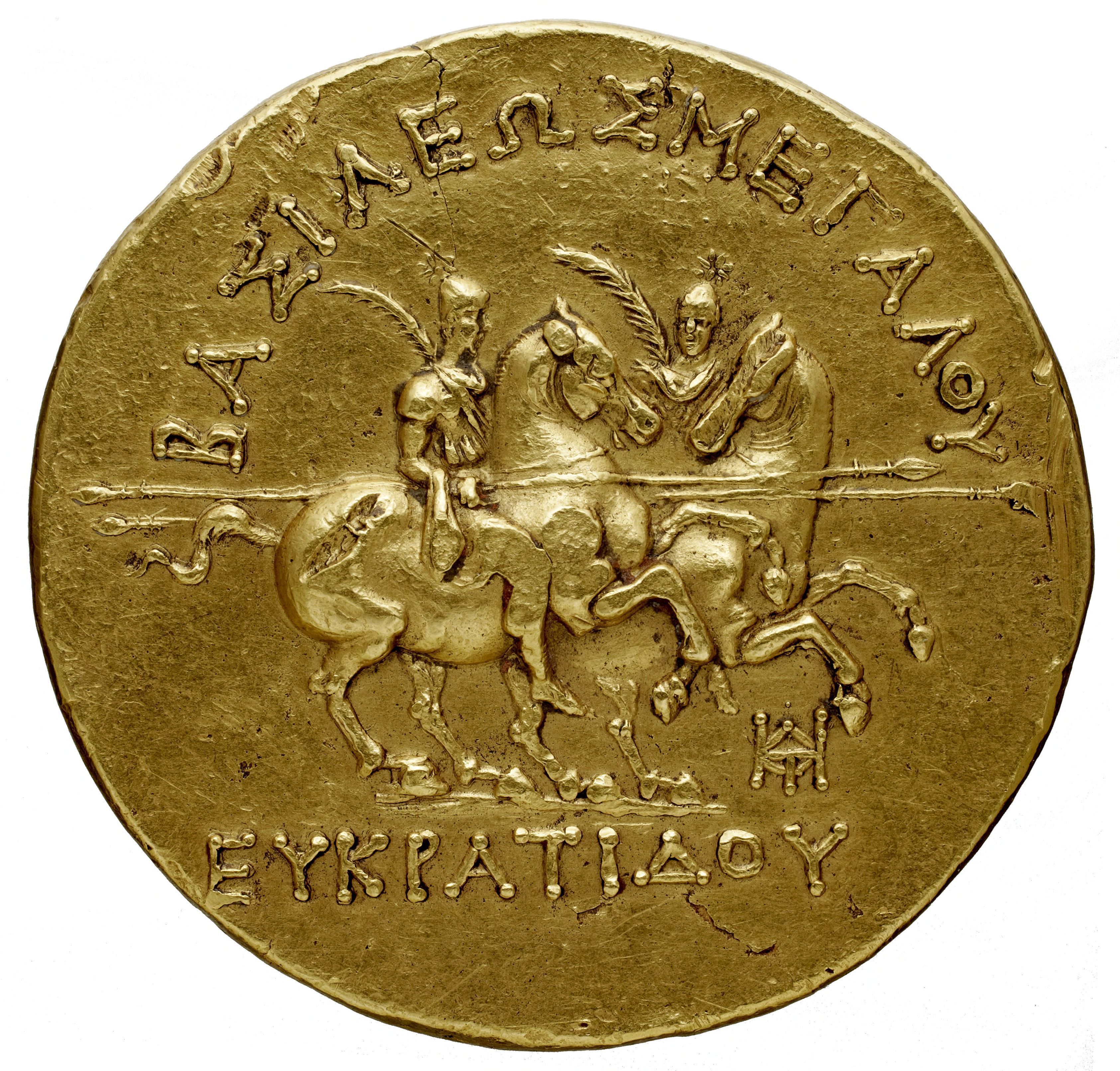
Rückseite

Eukratidion ist eine moderne Bezeichnung für die größte aus der Antike bekannte Goldmünze. Sie wurde in Baktrien im Gebiet des heutigen Afghanistan geprägt. Es ist eine 20-Stater-Münze des Königs Eukratides I. (Regierungszeit etwa 171 bis 145 v. Chr.). Das einzige bekannte Exemplar befindet sich im Cabinet des Médailles in Paris.
Auch die größten aus der Antike erhaltenen Silbermünzen sind baktrische Prägungen: Es sind Doppel-Dekadrachmen Amyntas’ I. mit einem Gewicht von 85 g und einem Durchmesser zwischen 62 und 67 mm. Solche überdimensionierten Münzen waren kein normales Zahlungsmittel. Sie könnten zur Tributzahlung oder zur Belohnung für hervorragende militärische Dienste verwendet worden sein.

## Beschreibung
Die 20-Stater-Goldmünze hat ein Gewicht von 169,2 g und einen Durchmesser von 58 mm.
Die Vorderseite zeigt die drapierte Panzerbüste von Eukratides I. in Brustansicht nach rechts. Der Herrscher trägt eine Kombination aus Diadem (von der Königsbinde sind die am Hinterkopf herabfallenden Bänder erkennbar) und böotischem Helm mit Helmbusch. Diese Helmform, meist von der Reiterei getragen, verweist auf die makedonisch-griechische Abstammung des Eukratides. Über der Schläfe sind an dem Helm Stierhorn und -ohr angebracht. Michael Pfrommer sieht darin einen Bezug auf den Gott Dionysos als mythologischen Eroberer Indiens.
Auf der Rückseite sieht man die beiden Dioskuren zu Pferde, mit eingelegten Speeren, Palmwedel haltend und nach rechts reitend. Die Inschrift lautet: ΒΑΣΙΛΕΩΣ ΜΕΓΑΛΟΥ // ΕΥΚΡΑΤΙΔΟΥ (BASILEŌS MEGALOU // EUKRATIDOU) „Des großen Königs Eukratides“. Sich als „Großkönig“ zu titulieren erinnert an die Herrscher des Achämenidenreichs.

## Provenienz
Wie die große Goldmünze in das Pariser Münzkabinett gelangte, ist Gegenstand von Legendenbildung. 1879 erschien im American Journal of Numismatics ein namentlich nicht gezeichneter Artikel, der folgende Version der Ereignisse gab: Im Juli 1867 bot ein schäbig gekleideter Orientale in London das Eukratidion zum Verkauf an. Er erzählte, dass sieben Männer die Münze in Buchara gemeinsam entdeckt und sich einen Messerkampf bis aufs Blut darum geliefert hätten. Fünf starben; zwei blieben übrig und vereinbarten, dass einer von ihnen sie in Europa verkaufen sollte. Dieser eine sei er. Ein Londoner Numismatiker namens Lord Fox erkannte den Wert der Münze und handelte sie von 5000 Pfund auf 800 Pfund herunter. Umgehend brachte er sie nach Paris und bot sie dem französischen Museum an. Kaiser Napoleon III. erfuhr davon und veranlasste, dass sie für 30.000 Francs gekauft wurde. Damit blieb sie im Cabinet des Médailles, obwohl später 50.000 Francs für sie geboten wurden.
Diese und vergleichbare Geschichten mit orientalischem Kolorit wurden in Umlauf gebracht, um zu verschleiern, dass der britische General und Münzsammler Charles Richard Fox (1796–1873) im Jahr 1840 eine Sammlung baktrischer Münzen von seinem Freund, dem Reisenden Alexander Burnes, als Geschenk erhalten hatte. Dieser hatte sie aus Buchara mitgebracht. Fox bot die 20-Stater-Münze zuerst dem British Museum an, das den Kauf aber ablehnte. Daraufhin verkaufte Fox das Stück durch Vermittlung des französischen Münzhändlers Gaston Feuardent dem Cabinet des Médailles.